# Ligne 145 (chemin de fer slovaque)
La ligne 145 des chemins de fer Slovaque relie Horná Štubňa à Prievidza.

## Histoire

### Mise en service à une voie
- Horná Štubňa - Handlová 20 décembre 1931[2].
- Handlová - Prievidza 15 février 1913[2].